# Варфоломеевская ярмарка (пьеса)
«Варфоломе́евская я́рмарка» (англ. Bartholomew Fair) — бытовая комедия английского драматурга Бена Джонсона.

## Содержание
Пьеса, написанная прозой, изображает приключения большой группы персонажей на людной Варфоломеевской ярмарке, ежегодно открывавшейся в Смитфилде 24 августа, в день святого Варфоломея.
Одних только именованных действующих лиц на сцене появляется три десятка; главных героев среди них нет — в некотором смысле главным героем выступает сама ярмарка, воплощающая концентрированный образ шумной беспорядочной сутолоки человеческого бытия, «бурлящей и вечно возрождающейся жизни». Сюжетное построение пьесы заметно более свободное, чем в трёх предыдущих комедиях драматурга с их чётким механизмом интриги. Это большое, пёстрое сатирическое полотно, широкая, богатая деталями панорама, где живут и взаимодействуют представители самых разных слоёв лондонского общества начала XVII века.

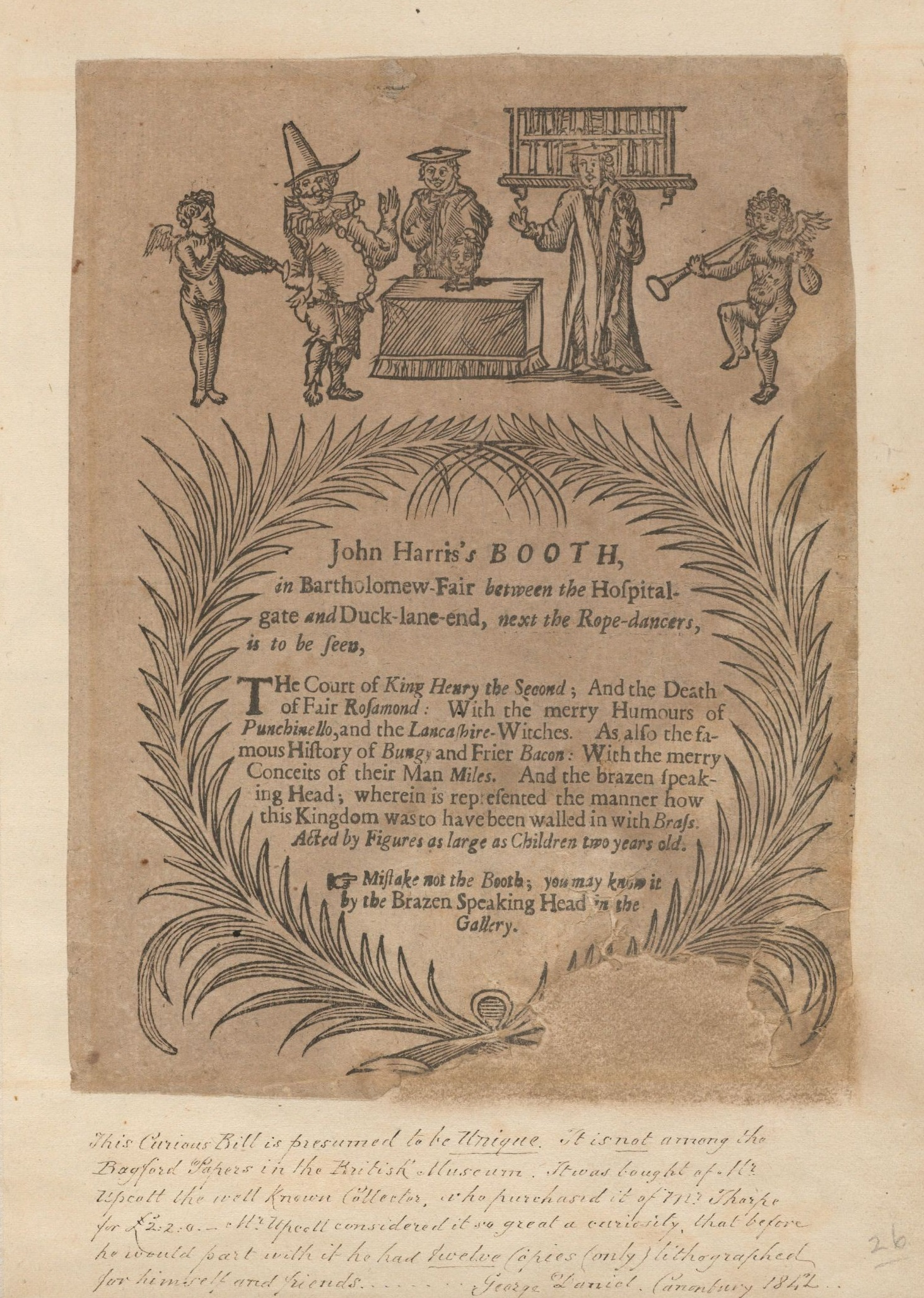
Листок, рекламирующий палатку с кукольным театром на Варфоломеевской ярмарке. Около 1700 года.

Многие персонажи «Варфоломеевской ярмарки» в течение показанного в комедии одного ярмарочного дня попадают в положение, противоположное тому, с которого начинали. К примеру, благонамеренного педантичного судью Оверду, явившегося на ярмарку переодетым, чтобы инкогнито разоблачать совершаемые там «беззакония», самого арестовывают по обвинению в краже и сажают в колодки.
Строгий Уосп, приставленный дядькой к легкомысленному юному дворянину Коуксу, напивается и ввязывается в драку. Вероятно, в похождениях Уоспа юмористически отразились воспоминания автора о его прошлогодней поездке в качестве наставника старшего сына Уолтера Рэли в Париж, где Джонсон посещал кабаки и напивался до бесчувствия.
Один из самых красочно обрисованных героев — пуританский проповедник ребби Бизи, лицемерный святоша, предвосхищающий мольеровского Тартюфа. В финальном акте он попадает в кукольный балаган, где его высмеивает и побеждает в споре кукла.
Среди более эпизодических персонажей выделяется раблезианская фигура огромной торговки свининой Урсулы, «женщины-Фальстафа».

### Выпады противШекспира
Ко времени написания «Варфоломеевской ярмарки» взгляды Бена Джонсона на драматургию сильно разошлись с творческими установками Вильяма Шекспира. В сценической интродукции пьесы имеются неодобрительные отзывы об устаревшем «Тите Андронике» и о чуждых стороннику бытового реализма Джонсону поздних романтических драмах Шекспира, показывавшего зрителям «всякие „сказки“, „бури“ и прочую чепуху»; пренебрежительное упоминание рядом «чудища-прислужника» (англ. servant-monster — прямая цитата из «Бури») отсылает к Калибану.
IV акт комедии содержит развёрнутую аллюзию на недавно поставленных шекспировской труппой «Двух знатных родичей», о которых говорит один из персонажей. У Джонсона также двое друзей влюблены в одну и ту же едва знакомую им девушку, а девушка, как и шекспировская Эмилия, совершенно равнодушна к тому, кому из двоих достанется. Она предлагает решить этот вопрос жребием. Соперники придумывают себе вымышленные имена и приглашают городского сумасшедшего совершить между именами выбор; как и в «Двух знатных родичах», девушку получает «Паламон».

## Постановки

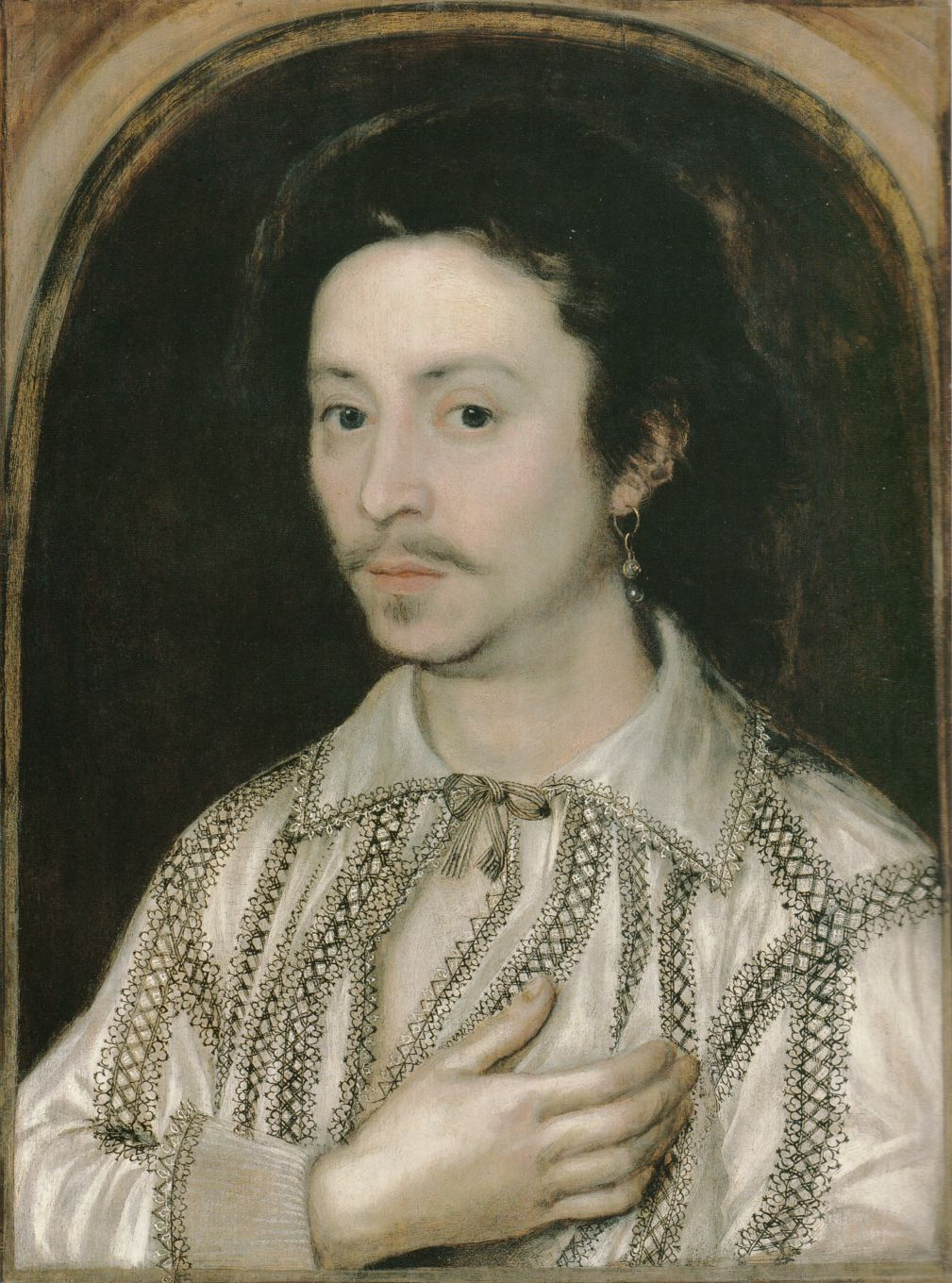
Портрет Натана Филда. Около 1615 года.

«Варфоломеевская ярмарка» была впервые поставлена созданной в 1611 году под покровительством Елизаветы Стюарт труппой «Слуги леди Елизаветы», в которую входил друг и ученик Джонсона Натан Филд. Филд в качестве первоклассного актёра упоминается и в тексте пьесы («Ну, а кто у тебя здесь Бёрбедж?.. Ну, ваш лучший актёр, ваш Филд?» — Коукс о куклах, акт V), но в какой роли он выступал — точно не известно.
Премьера состоялась 31 октября 1614 года в только что открывшемся театре «Надежда», расположенном метрах в двухстах к северо-западу от вновь отстроенного после пожара «Глобуса». Возможно, Джонсон отдал одну из лучших своих комедий не «Слугам короля», как предыдущие пьесы, а «Слугам леди Елизаветы» именно из желания помочь Филду. Постановка пользовалась успехом.
На следующий день пьеса была исполнена во дворце Уайтхолл для Якова I. Согласно сохранившимся записям казначея, актёры получили за игру перед королём вознаграждение в 10 фунтов.
В XVII веке эпизод с кукольным представлением нередко вырезался. Сэмюэл Пипс отмечает в дневнике, что смотрел «Варфоломеевскую ярмарку» четыре раза в 1661 году (8 июня, 27 июня, 31 августа и 7 сентября): дважды со сценой кукольного театра, дважды — без неё.
В спектакле, постановленном Национальным юношеским театром в 1966 году, карманника Эджуорта играл двадцатилетний Дэвид Суше.
В постановке Королевской шекспировской труппы 1969 года участвовали Хелен Миррен в роли Уин Литлуит и Бен Кингсли в роли Уинуайфа.
В 2019 году комедия ставилась на малой сцене восстановленного театра «Глобус» — в здании «Театра Сэма Уонамейкера».

## Публикации
Впервые «Варфоломеевская ярмарка» была напечатана в 1631 году, вместе с пьесами «Чёрт выставлен ослом» и «Склад новостей», для планировавшегося Джонсоном второго тома своих сочинений. Однако качество набора оказалось очень низким, текст содержал множество ошибок, и Джонсон отменил проект. Отпечатанные копии сохранились. Неизвестно, поступали ли они в продажу или распространялись в частном порядке.
В результате второе фолио Джонсона вышло только после смерти автора, в 1640 году; оно открывается «Варфоломевской ярмаркой».
В обоих изданиях пьесу обрамляют стихотворные пролог и эпилог, обращённые к королю Якову, и имеется латинский эпиграф из адресованного Октавиану Августу послания Горация (книга II, № 1, стихи 194 и 197—200):

Si foret in terris, rideret Democritus: nam

Spectaret populum ludis attentius ipsis,

Ut sibi praebentem, mimo spectacula plura.

Scriptores autem narrare putaret asello

Fabellam surdo.

Если б был жив Демокрит, посмеялся б, наверно, тому он…

С бо́льшим бы он любопытством смотрел на народ, чем на игры,

Ибо ему он давал бы для зрелища больше гораздо;

«Драм сочинители, — он бы, наверно, подумал, — ослёнку

Басенку бают глухому».

На русском языке комедия издавалась в 1931 году в переводе П. Н. Соколовой, под названием «Варфоломеева ярмарка». Следующий перевод, выполненный Татьяной Гнедич, был опубликован отдельным изданием в 1957 году, затем в 1960 году — в составе сборника пьес Бена Джонсона.